# Radio
Rádio (latinsko radius – žarek) je tehnologija, ki omogoča prenos signalov s prilagajanjem (modulacijo) elektromagnetnih valov, ki imajo manjše frekvence kot svetloba. Izraz radio hkrati pomeni tudi radijski oddajnik, radijski sprejemnik in ustanovo, ki ustvarja radijski program.
Frekvence za radijski prenos so v območju radijskih valov in segajo od 3 kHz do 40.000 MHz, torej od valovnih dolžin 1 cm do preko 1 km. Radijski oddajnik pošilja nosilni val (na svoji frekvenci), ki ga modulira informacijski kanal. Ta signal sprejema radijski sprejemnik, naravnan na frekvenco nosilnega vala. Ker je uporabnikov radijskega prenosa signalov ogromno (oborožene sile, mornarica, letalstvo, telegrafija, telefonija, radijska in televizijska distribucija ...), je z mednarodnim dogovorom frekvenčno območje razdeljeno na frekvenčna območja za posamezne uporabnike.

## Zgodovina
Tehnične osnove radia je razvil in patentiral konec 19. stoletja Nikola Tesla. Na žalost so bile njegove dokumentacije in vse naprave uničene v požaru leta 1895. Leta 1943, po njegovi smrti, je Vrhovno patentno sodišče ZDA popravilo krivico in priznalo, da je Tesla pravi izumitelj radia.
Škotski fizik James Clerk Maxwell je leta 1864 predvidel obstoj elektromagnetnih valov, ki potujejo s svetlobno hitrostjo. Heinrich Rudolf Hertz je leta 1888 s poskusi potrdil Maxwellovo teorijo.
Guglielmo Marconi je odkritje uporabil za komunikacije. Leta 1896 je v Združenem kraljestvu pošiljal in sprejemal radijski signal na razdalji 70 km. Leta 1902 je iz Cornwalla v Veliki Britaniji poslal v Novo Fundlandijo (Kanada) črko »S« v Morsejevi abecedi. Uporabil je antene z dvema 60 m visokima stolpoma. Marconi se je ukvarjal predvsem s prenosom telegrafskega signala (Morsejeva abeceda), saj prvi oddajniki z iskriščem niso bili primerni za prenos zvoka.
Na začetku 20. stoletja je Reginald Aubrey Fessenden razvil amplitudno modulacijo, ki je omogočila prenos zvoka po radijskih signalih. Za ta namen je potreboval generator sinusnega signala, ki ga je izdelal Ernst Alexanderson. Leta 1906 je prenašal glasbo, ki jo je poslušalo več telegrafskih operaterjev. Ta prenos velja za prvi pravi radijski prenos v zgodovini.
Po prvi svetovni vojni je postal dostopen preprost detektorski sprejemnik, sestavljen iz antene, tuljave za uglasitev na želeno frekvenco, polprevodniškega kristala za diodno demodulacijo ter slušalk za poslušanje. Gre za »enouporabniško« napravo, saj jo brez ojačevalnika na slušalke lahko naenkrat posluša le en človek.
Do leta 1921 je oddajalo radijski signal že 8 postaj, do 1925 pa že preko 600. V Sloveniji je začel oddajati Radio Ljubljana leta 1928.
Z izumi tranzistorja in integriranih vezij je tehnologija oddajanja in sprejemanja močno napredovala.

## Radio danes
Ker se število uporabnikov veča, se vedno intenzivneje uporabljajo frekvence v mikrovalovnem področju, predvsem za prenose preko satelitov.